# زانکت مارتین ام تننگبیرگ
زانکت مارتین ام تننگبیرگ (به آلمانی: Sankt Martin am Tennengebirge) یک منطقهٔ مسکونی در اتریش است که در ناحیه سنت یوهان ایم پونگاو واقع شده‌است. زانکت مارتین ام تننگبیرگ ۴۶٫۹ کیلومتر مربع مساحت دارد ۹۴۹ متر بالاتر از سطح دریا واقع شده‌است.